# 小行星7466
小行星7466（英語：7466）是一颗围绕太阳公转的小行星。1989年11月2日，T. Hioki、川里信弘在奥多摩町发现了此天体。
这颗小行星的绝对星等为355.9778809399764等。